# Ruka Norimatsu
Ruka Norimatsu (乗松 瑠華, Norimatsu Ruka, Ageo, 30 januari 1996) is een Japans voetbalster die als verdediger speelt bij Urawa Reds.

## Carrière

### Clubcarrière
Norimatsu begon haar carrière in 2014 bij Urawa Reds. Met deze club werd zij in 2014 kampioen van Japan.

### Interlandcarrière
Norimatsu nam met het Japans nationale elftal O17 deel aan het WK onder 17 in 2012.
Norimatsu maakte op 8 mei 2014 haar debuut in het Japans vrouwenvoetbalelftal tijdens een vriendschappelijke wedstrijd tegen Nieuw-Zeeland. Zij nam met het Japans elftal deel aan het Aziatisch kampioenschap 2014 en Japan behaalde goud op het Aziatisch kampioenschap.
Norimatsu nam met het Japans nationale elftal O20 deel aan het WK onder 20 in 2016. Daar stond zij in vijf wedstrijden van Japan opgesteld en Japan behaalde brons op de wereldkampioenschap.

## Statistieken
| Japans vrouwenvoetbalelftal | Japans vrouwenvoetbalelftal | Japans vrouwenvoetbalelftal |
| Jaar                        | Wed.                        | Dlp.                        |
| --------------------------- | --------------------------- | --------------------------- |
| 2014                        | 2                           | 0                           |
| Totaal                      | 2                           | 0                           |